# Martin Manulis
Martin Ellyot Manulis (Brooklyn, 30 de maio de 1915 — Los Angeles, 28 de setembro de 2007) foi um produtor cinematográfico e  produtor de televisão norte-americano.